# Finlands Folkets Blåvita
Finlands Folkets Blåvita (finska: Suomen Kansan Sinivalkoiset, SKS) var ett finskt politiskt parti med en ultranationalistisk agenda, ledd av den kontroversielle politikern Olavi Mäenpää. Det grundades 1993 som Sitoutumaton kansanrintama (ungefär: "Obundnas folkfront"), och var känt som Kansallinen Rintama (ungefär: Nationella fronten") från 1997 till 2001. SKS blev ett registrerat politiskt parti 2002 och förlorade denna status i april 2007. Mäenpää och hans anhängare gick 2010 med i Frihetspartiet och SKS upplöstes. I kommunvalet 2004 fick partiet 3,6 % av alla röster i Åbo, där Mäenpää fick fler röster än någon annan kandidat i staden. Partiet fick sedan två mandat i kommunfullmäktige, men innehavaren av det andra mandatet, vice ordförande Timo "Betoni" Virtanen, uteslöts ur partiet kort därefter. Partiets rikstäckande andel av rösterna nådde sin topp (0,20 %) i valet till Europaparlamentet 2004. Kända kandidater var ordförande Mäenpää och Matti Järviharju, som varit vice ordförande i Konstitutionella Högerpartiet och senare blev ordförande för ett annat litet parti.